# Nodobacularia
Nodobacularia es un género de foraminífero bentónico de la subfamilia Nodobaculariinae, de la familia Nubeculariidae, de la superfamilia Cornuspiroidea, del suborden Miliolina y del orden Miliolida. Su especie tipo es Nubecularia tibia. Su rango cronoestratigráfico abarca desde el Liásico (Jurásico inferior) hasta el Cretácico inferior.

## Discusión
Clasificaciones más recientes incluyen Nodobacularia en la superfamilia Nubecularioidea.

## Clasificación
Nodobacularia incluye a las siguientes especies:
- Nodobacularia bonairensis †
- Nodobacularia bulbifera †
- Nodobacularia compressa †
- Nodobacularia cylindriformis †
- Nodobacularia fusca †
- Nodobacularia gaultina †
- Nodobacularia guadalupensis †
- Nodobacularia irregularis †
- Nodobacularia kcyniensis †
- Nodobacularia laevigata †
- Nodobacularia lapidea †
- Nodobacularia millettii †
- Nodobacularia minima †
- Nodobacularia pacifica †
- Nodobacularia pustulosa †
- Nodobacularia pyriformis †
- Nodobacularia repens †
- Nodobacularia sageninaeformis †
- Nodobacularia tibia †
- Nodobacularia turbiformis †
- Nodobacularia vujisici †

Otras especies consideradas en Nodobacularia son:
- Nodobacularia antillarum †, aceptado como Cornuspiramia antillarum †
  - Nodobacularia antillarum var. pacifica †
- Nodobacularia diversa †, de posición genérica incierta
- Nodobacularia tibia †, considerado sinónimo posterior de Nodophthalmidium simplex †